# Медерат
Медерат (рум. Măderat) — село у повіті Арад в Румунії. Адміністративно підпорядковане місту Пинкота.
Село розташоване на відстані 399 км на північний захід від Бухареста, 34 км на північний схід від Арада, 70 км на північний схід від Тімішоари.

## Населення
За даними перепису населення 2002 року у селі проживали 1382 особи.
Національний склад населення села:
| Національність | Кількість осіб | Відсоток |
| -------------- | -------------- | -------- |
| румуни         | 1292           | 93,5%    |
| цигани         | 47             | 3,4%     |
| українці       | 33             | 2,4%     |
| угорці         | 6              | 0,4%     |

Рідною мовою назвали:
| Мова       | Кількість осіб | Відсоток |
| ---------- | -------------- | -------- |
| румунська  | 1329           | 96,2%    |
| українська | 31             | 2,2%     |
| циганська  | 13             | 0,9%     |
| угорська   | 7              | 0,5%     |